# Svend Arntzen
 Ikke at forveksle med Sven Arntzen.
Svend Arntzen (9. juli 1767 på gården Grinder i Grue Præstegæld ved Kongsvinger – 18. december 1843 på Nordre Skulstad i Grue Præstegæld) var en en norsk officer, bror til præsten Ole Arntzen og halvbror til politikeren Andreas Arntzen.
Faderen, krigsråd Ole Arntzen (1731-1811) var landmand; moderen hed Karen Pedersdatter Vøjen (1733-1769). Faderen havde i to ægteskaber 16 børn. Svend Arntzen indtrådte i sit 14. år i Hæren som frikorporal, men gennemgik derefter fra 1782-86 det militære Institut i Christiania og blev det følgende år fændrik i Søndenfjeldske Skiløberbataljon, ved hvilken afdeling han 1805 var avanceret op til kaptajn. I denne egenskab deltog han med udmærkelse i krigen mod Sverige 1808 og viste sig ved alle lejligheder som en tapper og koldblodig fører og en rådsnild partigænger. Oberst Bernhard Ditlef von Staffeldt, til hvis brigade han hørte, fremhæver ham med stor ros, navnlig for træfningen ved Skalbukilen 13. april, hvor han med sin trop gjorde det første anløb på fjenden, og for fægtningen ved Trangen 25. samme måned, hvor han, først omringet, slog sig igennem og derefter afskar fjenden retræten, således at han væsentlig bidrog til, at den svenske oberst Carl Pontus Gahn med næsten hele sit korps måtte give sig til fange. Ved en senere lejlighed forjagede han ved et krigspuds med kun en lille patrulje en fjendtlig styrke på 1.500 mand. Han blev til belønning endnu i krigsåret major og kommandør for skiløberbataljonen. Ved Norges adskillelse fra Danmark forblev han i Norge og udnævntes 1817 til oberstløjtnant og chef for Østerdalske Jægerkorps. Afskedigedes 1822.
Han blev 1795 gift med Helene Sophie Luth (1780-1861), datter af handelsmand J.W. Luth. Med hende havde han 22 børn. Han døde 18. december 1843 på Nordre Skulstad i Grue Præstegæld.